# Franz Georg von Glasenapp
Franz Georg von Glasenapp (Labes, 18 gennaio 1857 – Potsdam, 15 agosto 1914) è stato un generale tedesco.

## Biografia
Apparteneva ad una nobile famiglia della Pomerania e discendeva dal generale Caspar Otto von Glasenapp, mentre la madre era figlia del direttore dell'accademia militare di Berlino e senatore Alexander Caldarelli, di origine italiana.
Von Glasenapp servì nelle truppe del generale Maximilian Yorck von Wartenburg in Baviera e con Kolmar von Debschitz in Slesia, prima di essere trasferito nello stato maggiore come capitano di fanteria; importanti furono i suoi meriti in quanto comandante militare delle fortezze sul mar Baltico, che fece fortificare temendo attacchi da parte dell'Impero russo.
Promosso colonnello, ebbe per qualche tempo il comando della piazzaforte fortificata di Wilhelmshaven, e poi il tanto agognato posto di comandante delle truppe nell'Africa occidentale tedesca con il grado di tenente generale.
Fu von Glasenapp a fondare la città di Swakopmund e ad impedire a von Throtha il totale genocidio degli Herero, salvaguardandoli per il bene dell'umanità e fece rapporto al governatore Gustav Adolf von Götzen, che temendo rimproveri da Berlino non prese in considerazione la cosa; invece von Glasenapp fu destituito e privato momentaneamente del grado.
Riabilitato a fatica grazie al favore dell'allora ministro degli esteri Richthofen, che aveva pure denunziato le barbarie commesse contro gli Herero, ebbe la sovraintendenza sotto Waldersee della spedizione contro i Boxer, ricevendo dal viceré Li Hongzhang il governo della contea di Petschili.
Legato da una profonda amicizia con Oswald von Richthofen, fu tutore del figlio di questi, Hartmann von Richtofen, che avviò ad un pensiero liberale.